# Lopes Wagner
Wagner Lopes (sinh ngày 29 tháng 1 năm 1969) là một cầu thủ và huấn luyện viên bóng đá người Nhật Bản gốc Brasil.

## Đội tuyển bóng đá quốc gia Nhật Bản
Wagner Lopes thi đấu cho đội tuyển bóng đá quốc gia Nhật Bản từ năm 1997 đến 1999.

## Thống kê sự nghiệp
| Đội tuyển bóng đá Nhật Bản | Đội tuyển bóng đá Nhật Bản | Đội tuyển bóng đá Nhật Bản |
| Năm                        | Trận                       | Bàn                        |
| -------------------------- | -------------------------- | -------------------------- |
| 1997                       | 6                          | 3                          |
| 1998                       | 7                          | 0                          |
| 1999                       | 7                          | 2                          |
| Tổng cộng                  | 20                         | 5                          |